# Lamotte-Beuvron
Lamotte-Beuvron ist eine französische Gemeinde mit 4519 Einwohnern (Stand: 1. Januar 2022) im Département Loir-et-Cher in der Region Centre-Val de Loire; sie gehört zum Arrondissement Romorantin-Lanthenay und zum Kanton La Sologne.

## Geographie

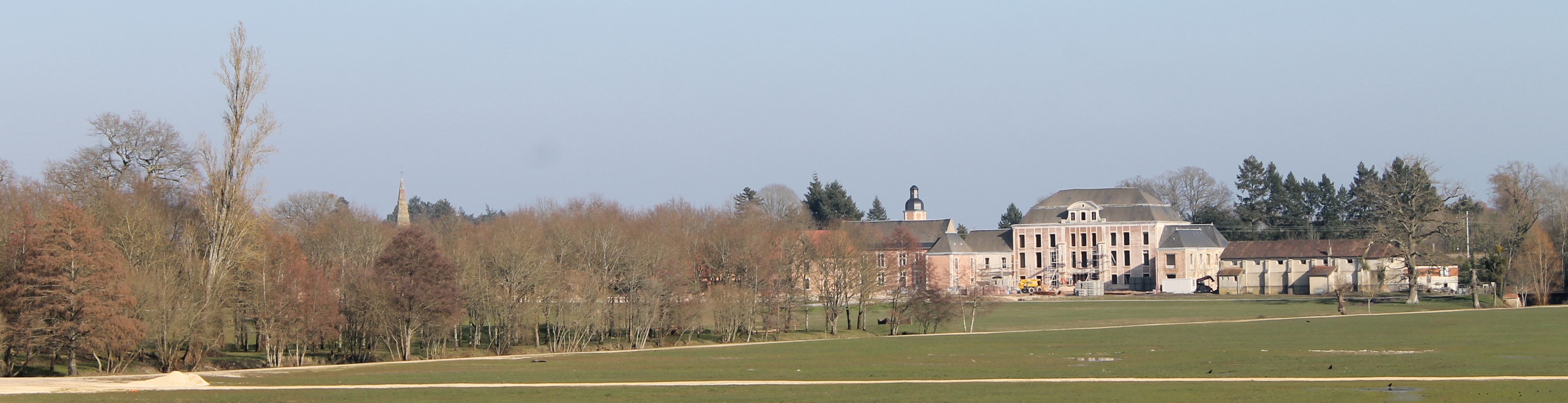
Kirche, Schloss und Park von Lamotte-Beuvron

Lamotte-Beuvron liegt am Fluss Beuvron und am früheren Schifffahrtskanal Canal de la Sauldre in der Landschaft Sologne. Umgeben wird Lamotte-Beuvron von den Nachbargemeinden Vouzon im Norden, Souvigny-en-Sologne im Nordosten, Chaon im Osten, Pierrefitte-sur-Sauldre im Südosten, Nouan-le-Fuzelier im Süden, Saint-Viâtre im Südwesten, Chaumont-sur-Tharonne im Westen und La Ferté-Saint-Aubin im Nordwesten.
Lamotte-Beuvron gehört zum Weinanbaugebiet Cour-Cheverny.

## Geschichte
Ursprünglich hieß der Ort La Mothe-sur-Beuvron und deutete auf eine frühere Motte in der Nähe des Flusslaufs hin.

### Internierungslager Sanatorium Les Pins
Im ehemaligen Sanatorium Les Pins befand sich von  Februar bis September 1939 ein Lager für Flüchtlinge des Spanischen Bürgerkriegs. Aus diesem Lager wurde ab Oktober 1940 ein Internierungslager für einhunderteinundfünfzig Vertriebene aus dem Calvados auf. Bei ihnen handelte es sich um Sinti und Roma („Nomades“), die später in das Camp de Jargeau verlegt wurden.
Am 2. März 1942 wurden 105 Juden aus dem zu Poitiers gehörenden Internierungslager Le-Fief-du-Pied-de-Marc in das Sanatorium verlegt, von wo aus sie am 27. Juli 1942 in das Camp de transit de Pithiviers gebracht wurden. Von dort erfolgten ihre Deportationen nach Auschwitz.
Am 27. November 2005 wurde auf Initiative der AREHSVAL (Association de Recherches et d'Études Historiques sur la Shoah en Val de Loire) am heutigen Centre médical des Pins eine Gedenktafel enthüllt:
- A LA MEMOIRE
Des 105 hommes, femmes, enfants juifs internés en ce lieu, les Pins à Lamotte-Beuvron, le 2 mars 1942 au nom des lois antisémites de l’Allemagne nazie et du gouvernement de Vichy transférés à Pithiviers le 27 juillet 1942 déportés vers Auschwitz-Birkenau

parmi eux tous les enfants:

Estelle Amzel 4 ans
Maurice Amzel 8 ans
Georges Borenfreund 8 ans
Bella Cukermann 12 ans
Marcel Gluba 5 ans
Denise Grycman 11 ans
Régine Grycman 7 ans
Pierre Libowicz 4 ans
Renée Rozenfarb 6 ans

Gazés dès leur arrivée à Birkenau
Parce qu’ils étaient nés juifs
- ZUM GEDENKEN
An die 105 internierten jüdischen Männer, Frauen und Kinder dieses Ortes, Les Pins in Lamotte-Beuvron, die am 2. März 1942 im Namen der antisemitischen Gesetze des nationalsozialistischen Deutschlands und der Vichy-Regierung nach Pithiviers verlegt und am 27. Juli 1942 nach Auschwitz-Birkenau deportiert wurden

unter ihnen alle Kinder:

Estelle Amzel 4 Jahre
Maurice Amzel 8 Jahre
Georges Borenfreund 8 Jahre
Bella Cukermann 12 Jahre
Marcel Gluba 5 Jahre
Denise Grycman 11 Jahre
Regine Grycman 7 Jahre
Pierre Libowicz 4 Jahre
Renée Rozenfarb 6 Jahre

Bei ihrer Ankunft in Birkenau vergast
Weil sie als Juden auf die Welt gekommen waren[2]

Nach den Deportationen wurde das Lager vorübergehend stillgelegt, bevor dann von 1943 bis 1950 im Sanatorium Les Pins die Insassen des bretonischen Sanatoriums nach Lamotte-Beuvron verlegt wurden.
Am 30. April 2017 fand vor der Gedenktafel in Lamotte-Beuvron in Anwesenheit von Hénia Jagla, die 1923 in Deutschland als Kind polnisch-jüdischer Eltern geboren worden war, eine Gedenkveranstaltung statt. Frau Jagla war 1942 einige Wochen in Lamotte-Beuvron interniert, konnte fliehen und überlebte trotz weiterer Verfolgungen.

## Bevölkerungsentwicklung
| 1962                       | 1968 | 1975 | 1982 | 1990 | 1999 | 2006 | 2017 |
| -------------------------- | ---- | ---- | ---- | ---- | ---- | ---- | ---- |
| 3703                       | 4073 | 4475 | 4345 | 4247 | 4251 | 4529 | 4724 |
| Quellen: Cassini und INSEE |      |      |      |      |      |      |      |

## Sehenswürdigkeiten

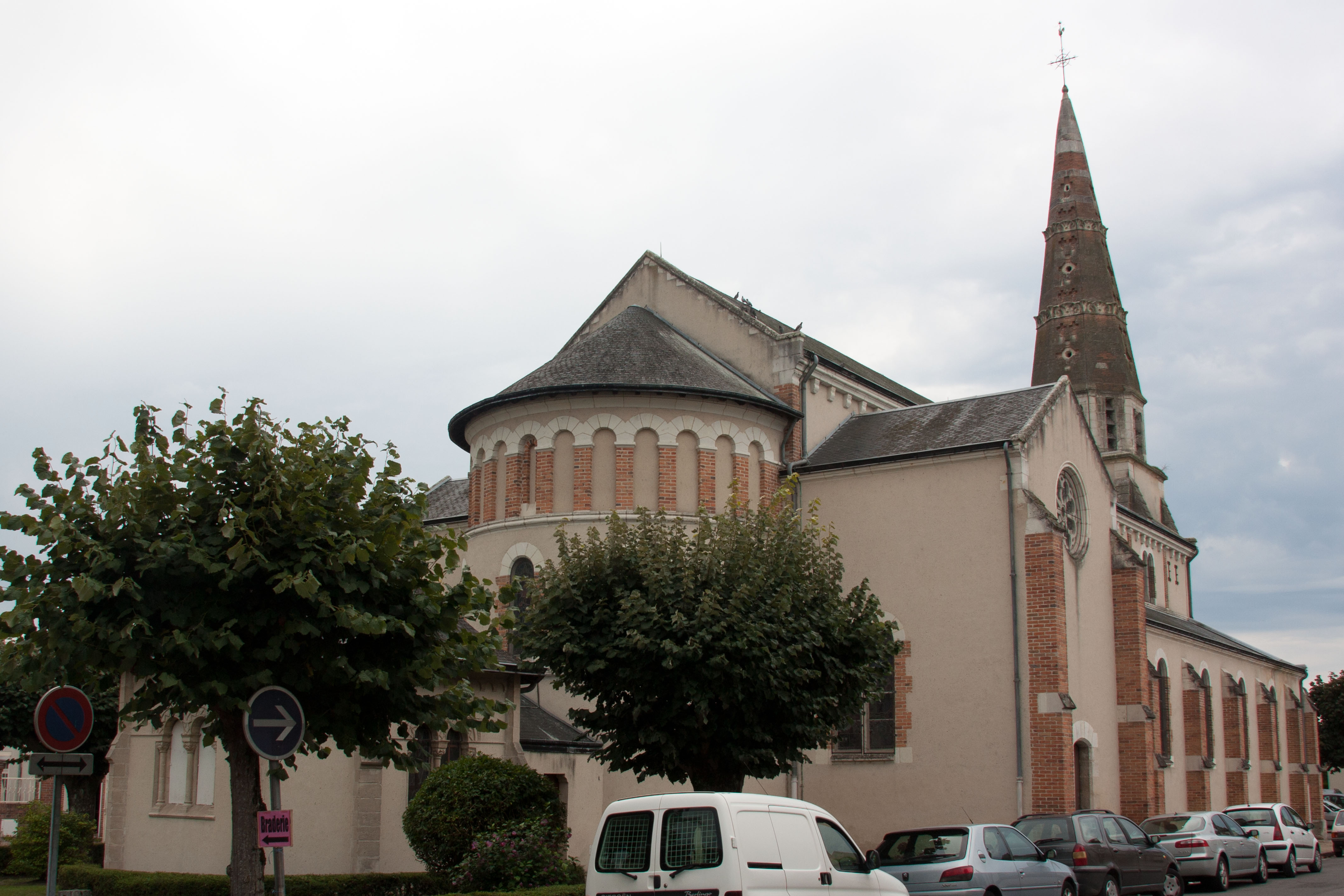
Kirche Sainte-Anne

- Kirche Sainte-Anne, 1859 im neoromanischen Stil erbaut (seit 1986 Monument historique).
- Schloss und Domäne Saint-Maurice; die Burganlage wurde im 17. Jahrhundert geschleift.
- Rathaus, 1860 bis 1862 erbaut.

## Verkehr
Durch die Gemeinde führten die Autoroute A71 und die Route nationale 20 sowie die frühere Route nationale 733.
Lamotte-Beuvron hat einen Bahnhalt an der Bahnstrecke Les Aubrais-Orléans–Montauban-Ville-Bourbon.

## Persönlichkeiten
- Octave Mannoni (1899–1989), Psychoanalytiker

## Trivia

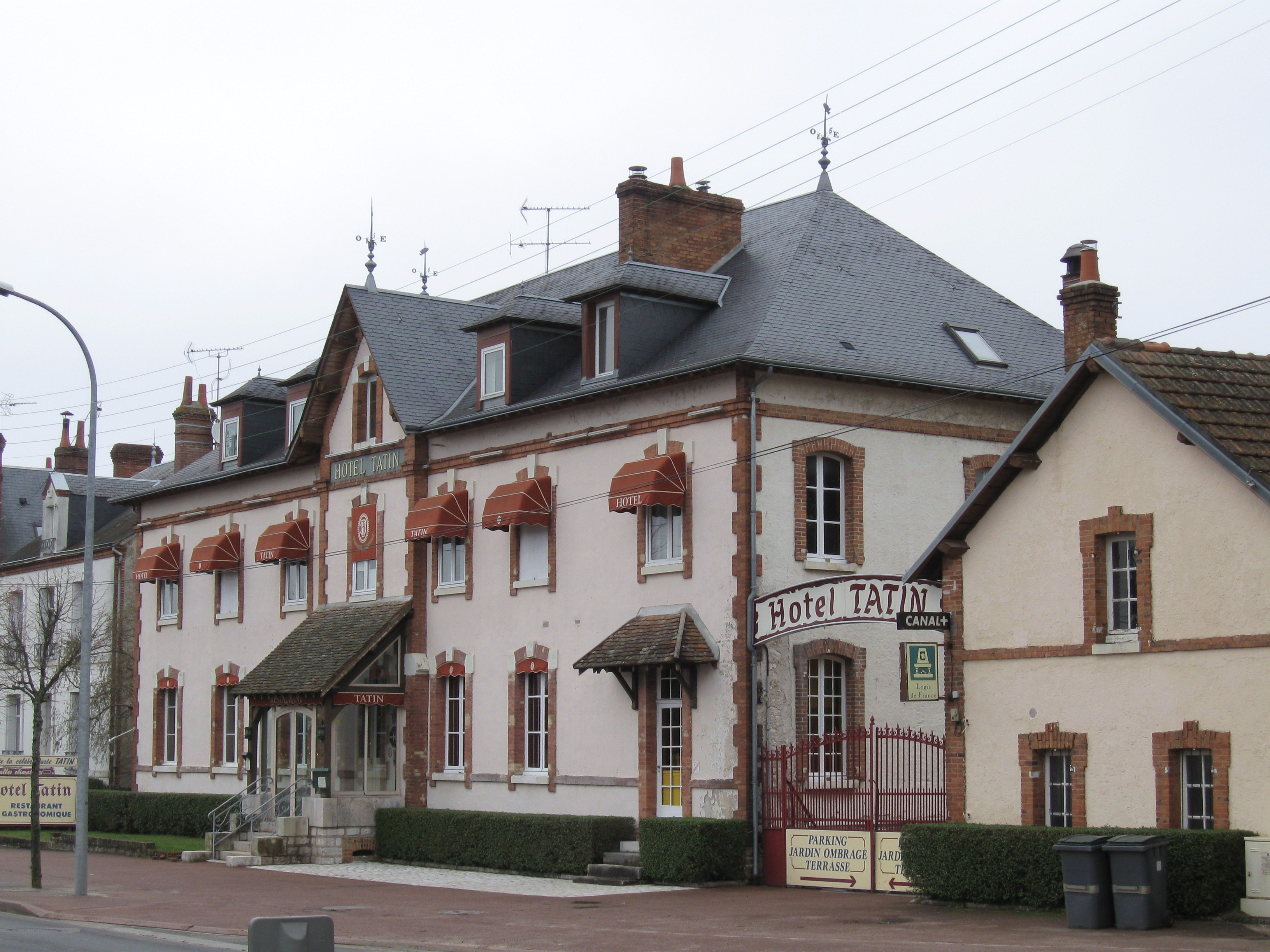
Haus Tatin

Die Schwestern Stéphanie und Caroline Tatin sollen hier die Tarte Tatin erfunden haben.